# 西中黄春秋楼
西中黄春秋楼，位于中国山西省襄汾县汾城镇西中黄村，建于清道光戊戌年（1838年），占地面积91.16平方米。楼高22.43米，共三层，琉璃瓦顶。二楼窑洞和三楼，分别塑关公坐像和卧像。门匾为“威震华夏”，对联为：“精忠洵贯日；大义直参天”。1984年9月，西中黄春秋楼列为襄汾县文物保护单位。